# Conothraupis mesoleuca
Conothraupis mesoleuca е вид птица от семейство Тангарови (Thraupidae). Видът е критично застрашен от изчезване.

## Разпространение
Видът е разпространен в Бразилия.